# Villazanzo de Valderaduey
Villazanzo de Valderaduey település Spanyolországban, León tartományban. Lakosainak száma 368 fő (2024).

## Földrajza
Villazanzo de Valderaduey Cea, Villaselán, Fresno del Río, Pino del Río, Villota del Páramo és Santervás de la Vega községekkel határos.

## Népesség
A település lakosságának változását az alábbi diagram mutatja:
| Lakosok száma | 710  | 665  | 616  | 549  | 520  | 490  | 440  | 419  | 385  | 368  |
|               | 2001 | 2004 | 2007 | 2009 | 2012 | 2014 | 2017 | 2019 | 2022 | 2024 |